# Tetratoma truncorum
Tetratoma truncorum es una especie de coleóptero de la familia Tetratomidae. Mide de 4.5 a 6.5 mm. Se los encuentra bajo la corteza de árboles muertos o en descomposición.

## Distribución geográfica
Habita en el este de Estados Unidos, pero no en el sur.